# Oxtjärnen (Föllinge socken, Jämtland)
Oxtjärnen är en sjö i Krokoms kommun i Jämtland och ingår i Indalsälvens huvudavrinningsområde.